# Bundesanzeiger Verlag

Logo

Die Bundesanzeiger Verlag GmbH ist ein Verlag mit Sitz in Köln (HRB 31248), der unter anderem den Bundesanzeiger veröffentlicht. Von 1949 bis 2022 veröffentlichte er auch das Bundesgesetzblatt. Der Verlag wurde 1998 teilweise und 2006 vollständig privatisiert.

## Verlag
Der Bundesanzeiger Verlag (Bundesanzeiger Verlagsgesellschaft mbH) ist ein Verlagshaus mit Sitz in Köln und einer Filiale in Limburg an der Lahn. Seit Oktober 2012 ist Matthias Schulenberg Geschäftsführer, der zuvor Chefsyndikus der Mediengruppe Dumont Schauberg war.
Schulenberg ist Vorsitzender des FDP-Bundesfachausschusses des Ressorts für Justiz, Innen, Integration und Verbraucherschutz.
Der Verlag betreibt das Unternehmens- sowie das Transparenzregister, nimmt für die Finanzbehörden die elektronische Bilanz entgegen, vergibt die Unternehmensidentifikationsnummern LEI und verlegt die nachfolgenden Publikationen:
- den Bundesanzeiger,
- die Parlamentsdrucksachen,
- das Amtsblatt der EU,
- die Vorschriftensammlung der Bundesfinanzverwaltung; weiterhin zahlreiche
- Zeitschriften im Bereich des öffentlichen Rechts und des Betreuungs- und Jugendrechts (darunter die AW-Prax, die Zeitschrift für Kindschaftsrecht und Jugendhilfe) sowie
- juristische Fachliteratur, häufig zu neuen oder grundlegend veränderten Gesetzen.
- die Fachzeitschrift "Der Kfz-Sachverständige"[3]

Der Bundesanzeiger Verlag betrieb bis zum 31. März 2021 den Internetauftritt www.spritpreismonitor.de mit Informationen der Markttransparenzstelle für Kraftstoffe. Außerdem betreibt er das Portal www.ebilanzonline.de zur Erstellung von E-Bilanzen.
Von 1949 bis 2022 veröffentlichte der Bundesanzeiger Verlag das Bundesgesetzblatt. Die in dieser Zeit erschienenen Ausgaben stellt er seither in einem frei zugänglichen Archiv zur Verfügung.

## Geschichte
Mit Gründung der Bundesrepublik Deutschland begann der Bundesanzeiger Verlag 1949 seine Arbeit als Verkündungsorgan. Bis 1998 hielt der Bund 70 % der Verlagsanteile, bis 34,9 % jener teilprivatisiert wurden. Im Oktober 2006 übernahm das Verlagshaus M. DuMont Schauberg rückwirkend zum 1. Januar 2006 die restlichen 35,10 % der Anteile von der Bundesrepublik Deutschland und 32,45 % der Anteile von der Herausgebergemeinschaft Wertpapier-Mitteilungen Keppler, Lehmann GmbH & Co. KG in Frankfurt am Main. Es besitzt den Verlag damit vollständig.
Die restlichen Bundesanteile an der Bundesanzeiger Verlagsgesellschaft wurden im Jahr 2006 an die Verlagsgruppe M. Dumont Schauberg veräußert, der damit 100 % der Anteile am Verlag Bundesanzeiger besitzt. Ob im Jahr 2005 ein Bieterverfahren in Gang gesetzt wurde, an dem sich neben der Verlagsgruppe M. Dumont Schauberg noch andere Verlage beteiligten, ist höchst umstritten. Weitere Bieter sind jedenfalls öffentlich nicht bekannt. Kurz vor Privatisierung des Verlags erhielt er den Auftrag, das Bundesgesetzblatt herzustellen und zu vertreiben.
Nach der Privatisierung trat am 1. Januar 2007 eine Neuregelung der bereits seit Jahrzehnten bestehenden Veröffentlichungspflicht für Kapitalgesellschaften in Kraft (EHUG). Danach sind die über eine Million deutsche Kapitalgesellschaften verpflichtet, jährlich zumindest ihren Jahresabschluss kostenpflichtig im elektronischen Bundesanzeiger zu veröffentlichen. Schon vorher konnte die Bundesrepublik Deutschland gemäß den veröffentlichten Beteiligungsberichten des Bundesministeriums der Finanzen der Jahre 2002 bis 2005 jährlich stets Millionengewinne (2004 und 2005: je 4,2 Mio. Euro netto) aus seiner Beteiligung erzielen.
Im September 2019 erfolgte die Ausgründung einer eigenen Gesellschaft, Reguvis, die die Fachmedien des Verlages präsentiert. Der Markenname setzt sich aus „Regu“ für regulatorische Anforderung und „Vis“ für Visibilität zusammen.
Mit einer Änderung des Artikels 82 Abs. 1 des Grundgesetzes und dem Gesetz zur Modernisierung des Verkündungs- und Bekanntmachungswesens wurde Ende 2022 die Grundlage dafür geschaffen, das Bundesgesetzblatt elektronisch zu führen. Seit 2023 wird es nicht mehr in gedruckter Form vom Bundesanzeiger Verlag, sondern in elektronischer Form vom Bundesamt für Justiz auf der Internetseite www.recht.bund.de ausgegeben.